# Karahiya
Karahiya – gaun wikas samiti w zachodniej części Nepalu w strefie Lumbini w dystrykcie Rupandehi. Według nepalskiego spisu powszechnego z 2001 roku liczył on 2799 gospodarstw domowych i 14016 mieszkańców (7277 kobiet i 6739 mężczyzn).